# ماريو جيرو
ماريو جيرو (بالإيطالية: Mario Giro)‏ هو نقابي وسياسي إيطالي، ولد في 29 يوليو 1958 في روما في إيطاليا. حزبياً، نشط في Populars for Italy ‏.